# Pfarrkirche Langau

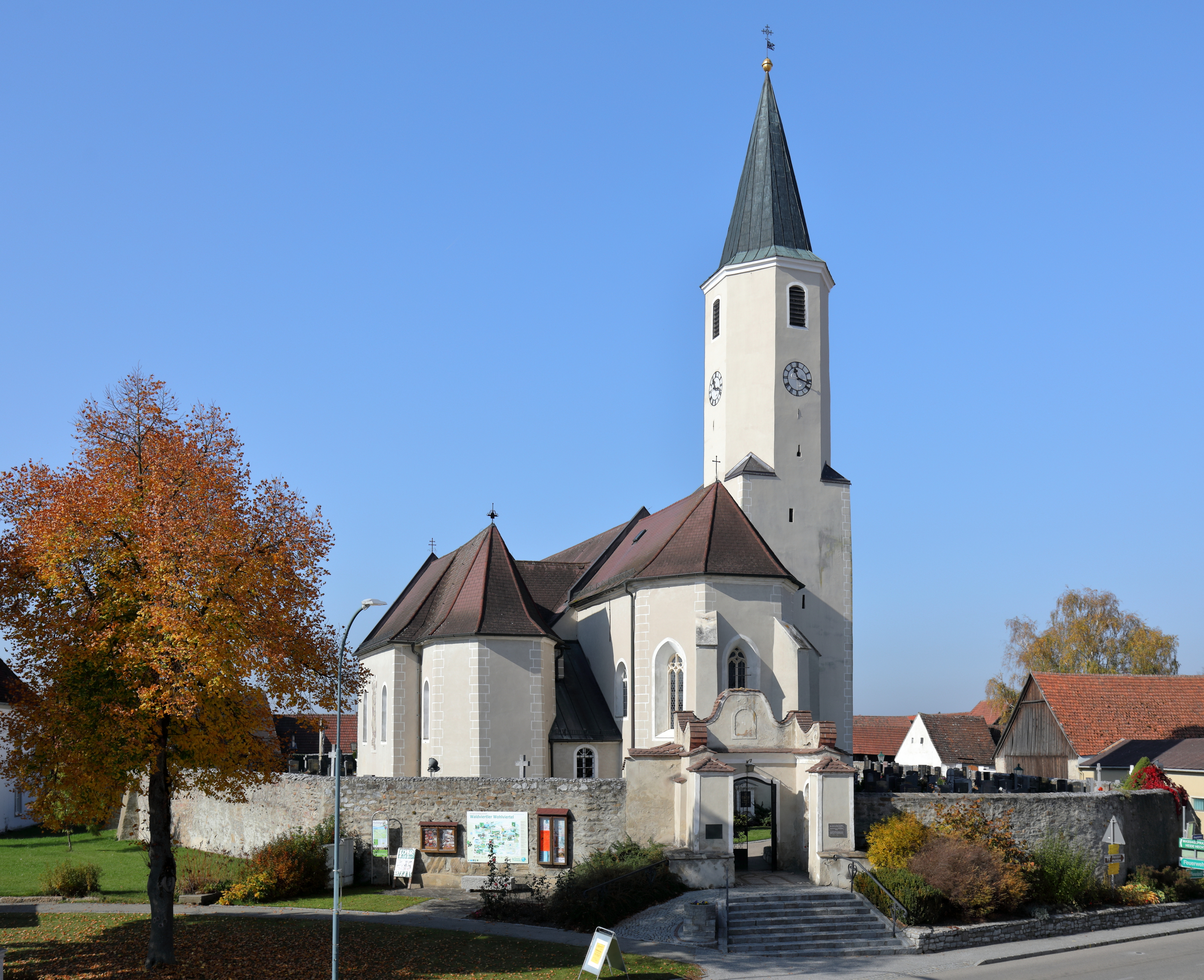
Katholische Pfarrkirche Mariä Himmelfahrt in Langau

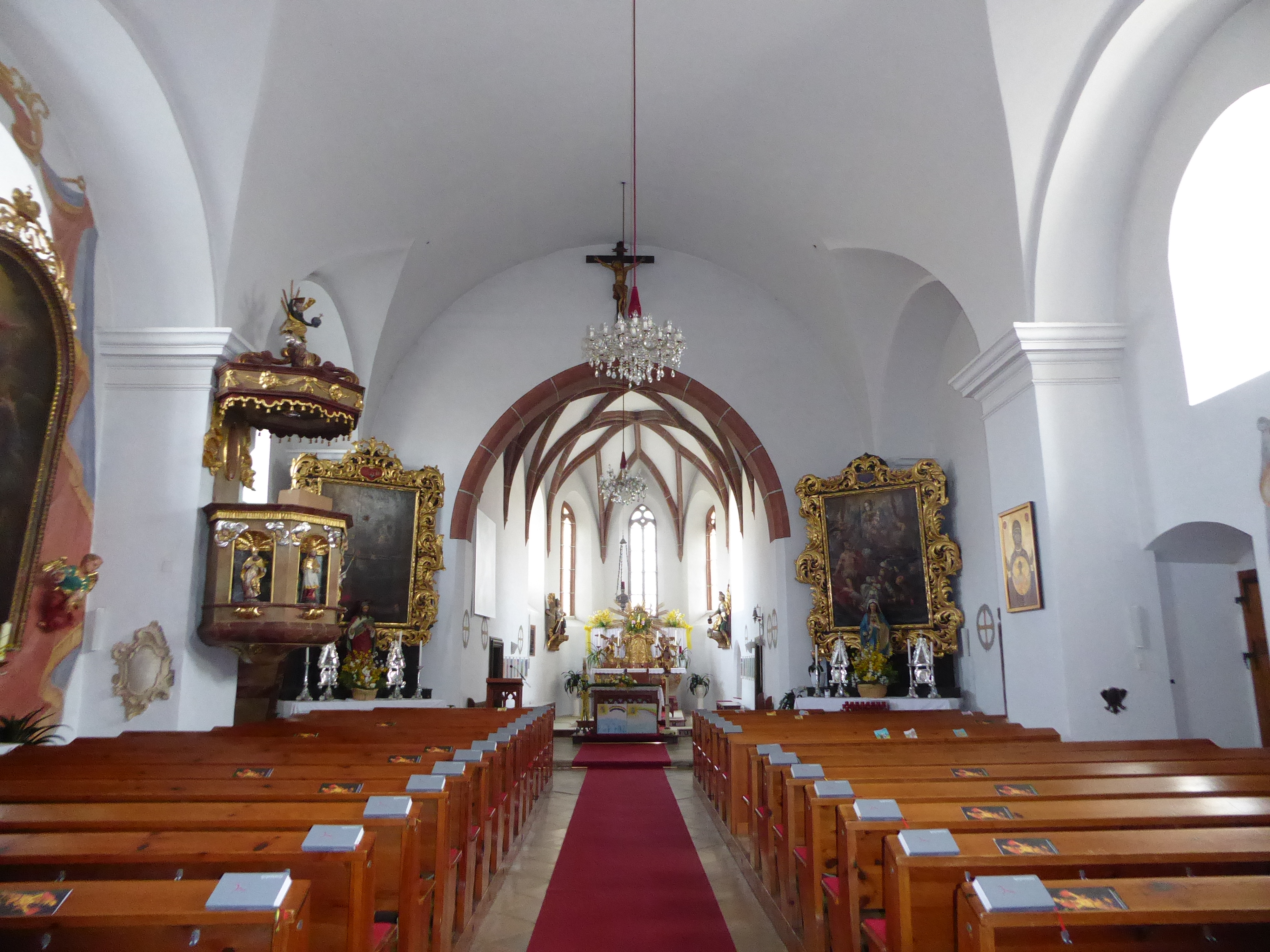
Langhaus, Blick zum Chor

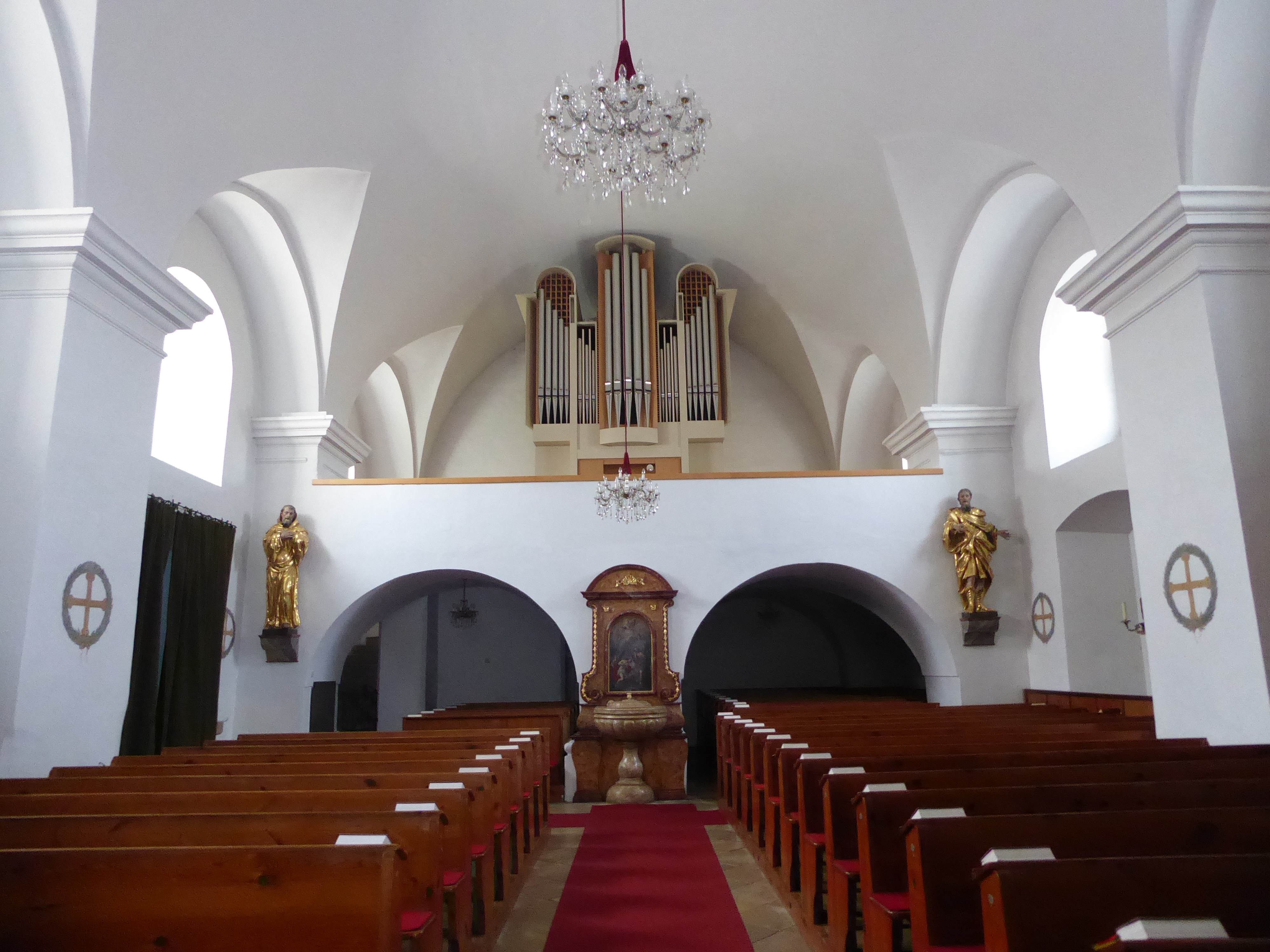
Langhaus, Blick zur Orgelempore

Die römisch-katholische Pfarrkirche Langau steht in der Ortsmitte der Kirchsiedlung in der Marktgemeinde Langau im Bezirk Horn in Niederösterreich. Die dem Patrozinium Mariä Himmelfahrt unterstellte Pfarrkirche – dem Stift Geras inkorporiert – gehört zum Dekanat Geras in der Diözese St. Pölten. Die ehemalige Wehrkirche und der Friedhof stehen unter Denkmalschutz (Listeneintrag).

## Geschichte
Die Pfarre entstand um 1220. Nach dem Aussterben der Pernegger Grafen wurde die Kirche dem Benediktinerstift Klein-Mariazell zugeordnet. Dort blieb sie mit Unterbrechungen bis 1530. 
Die ursprünglich romanische Kirche wurde nach den Hussitenkriegen (1419–1434) im gotischen Stil 1473 wiederaufgebaut und erweitert.
Ab 1530 gehörte die Kirche zur Herrschaft Drosendorf.
Nach dem Dreißigjährigen Krieg waren, aufgrund von Verwüstungen im Ort, die Pfarrkirche und viele andere Gebäude ohne Dach. Trotz erneutem Pestausbruch im Jahre 1640 konnte das Gotteshaus noch im 17. Jahrhundert wiederhergestellt werden.
Seine heutige barocke Gestalt erhielt das Bauwerk nach einem Brand im Jahre 1709.
Da die Kirche niemals vollständig zerstört wurde, kann man Bauteile aus vielen Jahrhunderten in ihr finden. So stammen heute Teile des Bauwerks noch immer aus der Romanik, Gotik und dem Barock. Das im Kern mittelalterliche Langhaus wurde 1709 bis 1728 verändert.
Um 1900 wurde die Kirche renoviert.

## Architektur
Die Kirche ist von einem Friedhof mit einer mächtigen Umfassungsmauer umgeben.
An das im Kern mittelalterliche barockisierte Langhaus schließt ein spätgotischer Chor mit einem Nordturm an. Die spätgotische südliche Peregrini-Kapelle, wohl als ehemalige Herrschaftskapelle, wurde barockisiert.
Das Kirchenäußere zeigt ein schlichtes barockisiertes Langhaus unter einem Satteldach, die Westfront ist glatt, die Fassade zeigt eine Putzquaderung und eine gemalte Faschengliederung und kurze Rundbogenfenster. Es gibt ein Nord- und ein Südportal mit Steingewänden und einem profilierten Sturzfeld aus dem Ende des 17. Jahrhunderts. Nordseitig gibt es Reste eines romanischen Gewändeportals aus dem 13. Jahrhundert. Der eingezogene spätgotische Chor mit einem Fünfachtelschluss entstand um 1473. In der nördlichen Chorecke steht der massive Nordturm, südlich zwischen Chor und Südkapelle eine kleine Sakristei. Der Chor ist mit Strebepfeilern sowie zwei- und dreibahnigen Maßwerkfenstern aus der zweiten Hälfte des 15. Jahrhunderts gegliedert. Das östliche Fenster ist vermauert. Der wuchtige Turm um 1473 hat einen quadratischen Grundriss, darüber ins Achteck übergehend mit segmentbogigen Schallfenstern. Er trägt einen Spitzhelm aus dem Ende des 19. Jahrhunderts. Der Turm hat Rechteck- und Schlüsselscharten, die Turmfahne nennt 1589. Die südseitige Sakristei ist mit einem Pultdach gedeckt. Die ehemalige im Kern gotische Peregrini-Kapelle und heutige Wochentagskapelle ist südlich am Langhaus und Chor angebaut. Die Kapelle über einem rechteckigen Grundriss ist mit einem Satteldach gedeckt und hat Rundbogenfenster. Der eingezogene Chorraum hat einen Dreiachtelschluss.
Das Sgraffito des Hl. Christophorus an der Außenwand (1961) ist ein Werk von Rudolf Pertermann (1918–1991).

## Ausstattung
Der Hochaltar aus dem dritten Viertel des 18. Jahrhunderts hat einem freistehenden marmorierten Altartisch. Der Tabernakel mit Strahlenkranz wird von Engelsfiguren flankiert, er zeigt an der Ostwand das Leinwandbild Mariä Himmelfahrt, gemalt von Jakob Preitschopf 1831 mit einem Erzherzoghut am Rahmenscheitel, er trägt seitlich die Konsolfiguren kniender Heiliger Joachim und Mönch um 1770.
Die zwei Seitenaltäre mit Akanthusrahmen um 1700 zeigen Bilder aus der gleichen Zeit, links Jesuskind erscheint dem hl. Antonius, rechts die Heiligen Rosa, Sebastian und Rochus.
Die Orgel ist eine moderne mechanische Schleifladen-Orgel.

## Grabdenkmäler
Außen
- Grabstein mit asymmetrischem Volutenpostament, darauf Figur Christus am Kreuz, davor Maria mit einer Fegefeuerszene, um 1770.

Im Langhaus
- Grabstein in Retabelform mit einem Relief Kruzifix, gemalter Draperie und Inschrift Wolfgang Bernard Schoisnitz, Postmeister, 1724.
- Grabstein als Steinplatte mit Kartuschenbild und Inschrift Joseph Aufmesser, Pfarrer, 1765.